# Chiesa di Sant'Ignazio di Loyola (Milano)
La chiesa di Sant'Ignazio di Loyola è una chiesa di Milano, nel quartiere Feltre.

## Storia
Il progetto del nuovo quartiere Feltre, elaborato negli anni cinquanta del XX secolo, prevedeva la presenza di una piazza pedonale con una chiesa parrocchiale. La costruzione dell'edificio, progettato da Mario Bacciocchi, ed edificato dall’Impresa di costruzioni Antonio Bassanini (che la dono’ alla Curia) si protrasse dal 1962 al 1963. Si tratta di una delle 22 chiese costruite per celebrare il Concilio Vaticano II.

## Caratteristiche
La chiesa ha un'unica navata, affiancata dalla cappella invernale posta sul fianco destro. L'esterno è rivestito in mattoni a vista, ed ha forme austere e massicce. Ad ovest della chiesa sono posizionate le aule parrocchiali. Il progetto prevedeva l'erezione di un campanile a sinistra della facciata, non realizzato.